# Lavr Georgijevics Kornyilov
Lavr Georgijevics Kornyilov (oroszul: Лавр Гео́ргиевич Корни́лов, Uszty-Kamenogorszk, 1870. augusztus 18. – Jekatyerinodar közelében, 1918. április 13.) kozák származású orosz katonai hírszerző, gyalogsági tábornok, rövid ideig az orosz hadsereg főparancsnoka, az ellenforradalom egyik vezetője, aki 1917 szeptemberében jobboldali puccsot kísérelt meg Kerenszkij kormánya ellen.

## Élete

### Katonai pályafutása az első világháború kezdetéig
Kornyilov 1885-től az omszki katonai középiskolában tanult, majd 1889-ben a pétervári Mihajlovszkij Tüzérségi Akadémián folytatta tanulmányait, kiváló eredménnyel. Itt 1892 augusztusában végzett. Hadnagyi rangot kapott, és 1892 szeptemberétől Taskentba, a turkesztáni katonai körzetbe helyezték, ahol a Turkesztáni Tüzérségi Dandár 5. Ütegénél szolgált. Számos felderítő akciót indított Kelet-Turkesztánba, Afganisztánba, valamint Perzsiába. Több közép-ázsiai nyelvet elsajátított, és részletes beszámolókat írt megfigyeléseiről.
1895-ben jelentkezett a pétervári Törzstisztképző Akadémiára, és a felvételizők közül a legmagasabb pontszámot érte el. Az iskolát századosi rangban végezte el. Miután az Akadémiát elvégezte és megházasodott, 1898 októberében visszatért Taskentba.
Alig egy hónappal később az üzbegisztáni Termezbe helyezték, ahol hírszerzői megbízatást kapott. 1899 januárjában két társával átkelt az Amu-darja folyón Afganisztánba, ahol saját kezdeményezése alapján, kihasználva nyelvismeretét, kettős ügynöknek adta ki magát. Életét kockáztatva sikerült fényképet és térképet készítenie több erődítményről. Ettől fogva tevőleges résztvevője volt a nagy játszmának, a Brit Birodalom és az Orosz Birodalom közötti, a Közép-Ázsia fölötti hegemónia megszerzéséért folytatott stratégiai küzdelemnek.
1899 augusztusában rövid időre a Turkesztáni Katonai Körzet parancsnokságára helyezték, majd októberben kelet-turkesztáni expedícióra indult. Először Ashabádba vezényelték, majd az év végén Kasgarba érkezett. A következő fél évben megszervezte a postai összeköttetést Osa és a Pamír között. Amerre csak járt, információkat gyűjtött, gyakran úgy, hogy kereskedőnek öltözve elvegyült a helyi lakosság között. Jelentéseket és leírásokat készített Kelet-Turkesztán politikai, etnikai és gazdasági helyzetéről, és az összegyűjtött információt egy ötszáz oldalas Kasgaria és Kelet-Turkesztán. Hadászati-stratégiai vázlat (Кашгария или Восточный Туркестан. Опыт военно-стратегического описания) című monográfiába gyűjtötte össze.
Taskentbe visszatérve Kornyilovot alezredessé léptették elő, és a katonai körzet parancsnokságán kapott beosztást. Hamarosan azonban a Cári Földrajzi Társaság égisze alatt újabb expedícióra küldték, ezúttal Kelet-Perzsiába. Felderítő útja során megállapította, hogy a britek befolyási övezetük kiterjesztésére készülnek. Úti tapasztalatait két könyvben publikálta. 1903 novemberében Kornyilovot Indiába küldték azzal a feladattal, hogy derítse fel a Indus folyó menti brit védvonalakat.
Az 1904 elején kitört orosz–japán háborúról Kornyilov Pesavarban értesült. Az expedíciót félbeszakítva Pétervárra utazott jelentéstételre. Itt hivatali beosztást kínáltak neki a vezérkarnál, de Kornyilov a frontra kérte magát, és így egy lövészdandár élén a Távol-Keletre vezényelték.
A háborút követően pekingi attasé lett.

### Az első világháborúban
Az első világháború kezdetekor a Bruszilov tábornok vezette 8. hadsereg dandárparancsnoka, majd a 48. gyaloghadosztály parancsnoka. Az 1915. május 2. és 5. közötti gorlicei áttöréskor könnyebben megsebesült, osztrák–magyar hadifogságba esett 1915. május 12-én. Mellhártyagyulladással kezelték Kőszegen. A tábori patikasegéddel, František Mrňákkal együtt 1916. augusztus 11-én megszöktek,  Laczkovics István és Németh István nevekre hamisított okmányokkal. A szökés során  Szilágyballán, élelemszerzés közben František Mrňákot elfogták. 
Kornyilov sikeresen hazatért Oroszországba.

### Forradalmak és polgárháború

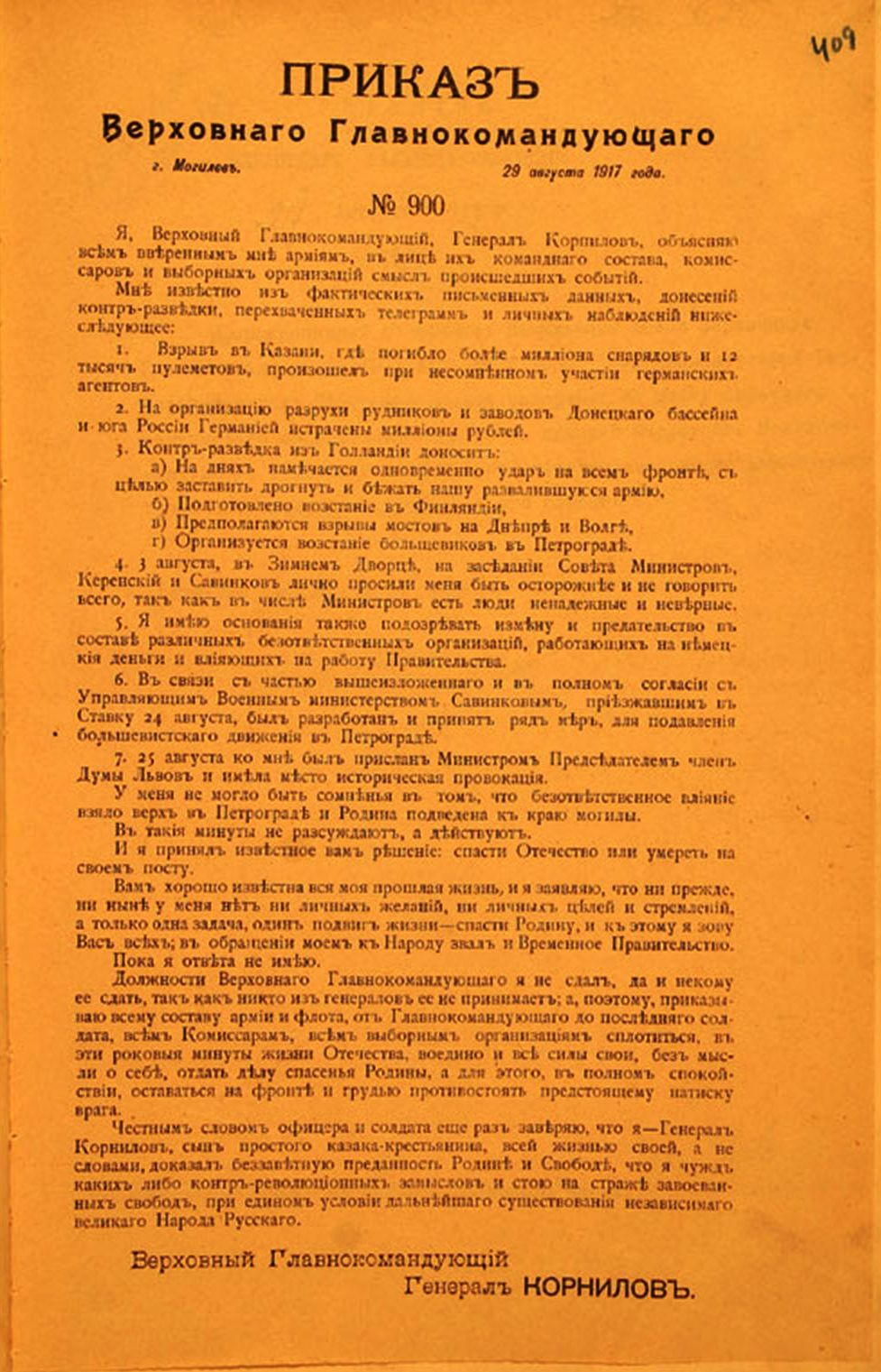
Lavr Kornyilov kiáltványa 1917. augusztus 29-én (a régi orosz időszámítás szerint)

Az 1917. februári oroszországi forradalom után az Ideiglenes Kormány a petrográdi katonai körzet vezetésével bízta meg. Megpróbálta a széteső orosz hadsereg hadrafoghatóságának és fegyelmének helyreállítását, de ez népszerűtlenné tette, ezért áprilisban kénytelen volt lemondani, és visszatért a harctérre, a 8. hadsereg parancsnoka lett. 1917. augusztus 1-jén Kerenszkij a hadsereg főparancsnokává nevezte ki, Kornyilov megkísérelte a forradalmi csoportok elszigetelését, a hadseregben a rend helyreállítását. Mivel ez nehézségekbe ütközött, valamint Kerenszkijjel nem tudtak együttműködni, ezért Kornyilov 1917. szeptember 7. és 12. között katonai puccsot kísérelt meg az Ideiglenes Kormány ellen.
Orosz nép, nagy hazánk tönkremegy!
Közeleg az utolsó óra!

Én, Kornyilov tábornok [...] kijelentem, hogy az Ideiglenes Kormány a szovjet bolsevik többségének nyomására egyetértésben cselekszik a német vezérkar terveivel. [...]

Ebben a fenyegető pillanatban az ország elkerülhetetlen pusztulásának felismerése azt parancsolja nekem, hogy az egész népet felhívjam haldokló hazánk megsegítésére. [...]

Én, Kornyilov tábornok, kozák parasztok gyermeke, kijelentem mindenkinek, nincs más célom, mint a nagy Oroszország megóvása, és esküszöm, hogy az ellenség legyőzése által lehetővé teszem az Alkotmányozó Gyűlés összehívását, ahol a nép maga dönthet majd sorsáról, s maga választhatja meg államformáját.
Csapatait a kormányerők még Szentpétervár előtt feltartóztatták. Kornyilovot szeptember 9-én a mogiljovi főhadiszálláson letartóztatták, és a társaival együtt bebörtönözték.

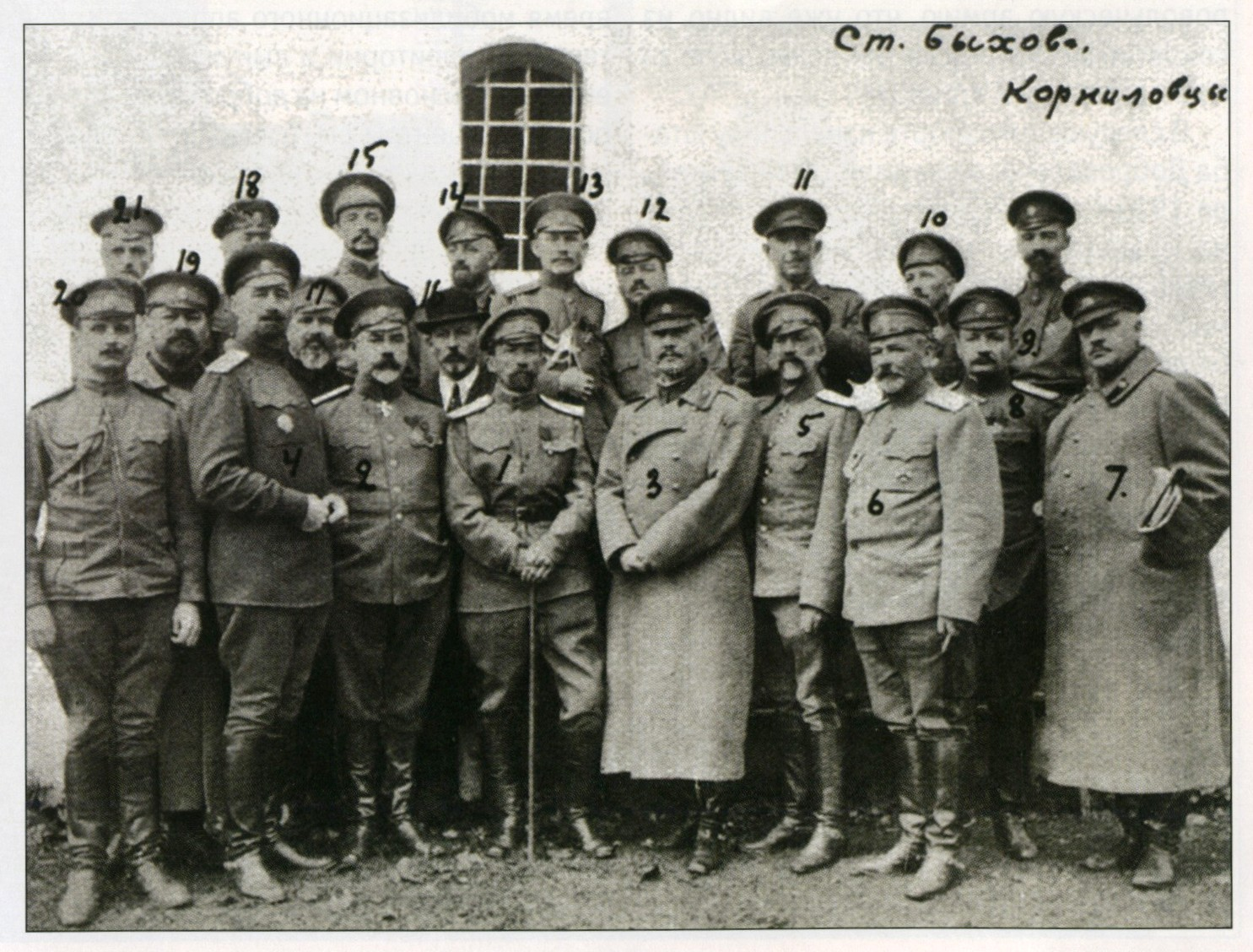
A Bihovban 1917 őszén őrizetben tartott tábornokok (1. számmal jelölve: Kornyilov)

1917. december 2-án az októberi orosz forradalom után megszökött, és a tyekini lovasezred kíséretében délre ment a Don-vidékre, ahol csatlakozott Alekszejev tábornokhoz és Gyenyikinhez. A doni hadsereg élén harcolt a Munkás-paraszt Vörös Hadsereg ellen, ám 1918 áprilisában a Jekatyerinodar melletti csatában elesett. Állítólag a bolsevikok kiásták a koporsóját, és nyilvánosan elégették a város főterén a holttestét.

## Kitüntetései
- Szent Szaniszló-rend, harmadik fokozat (1901), 2. fokozat (1904 és 1906 karddal)
- Szent Anna-rend, 3. fokozat (1903), és a 2. fokú (1909. december 6.)
- Szent György-rend, 4. fokozat (1905. augusztus 9.) és a 3. fokú (1915. április 28.)
- Arany Bátorsági Kard (1907. május 9.)

## Bruszilov tábornok véleménye Kornyilovról

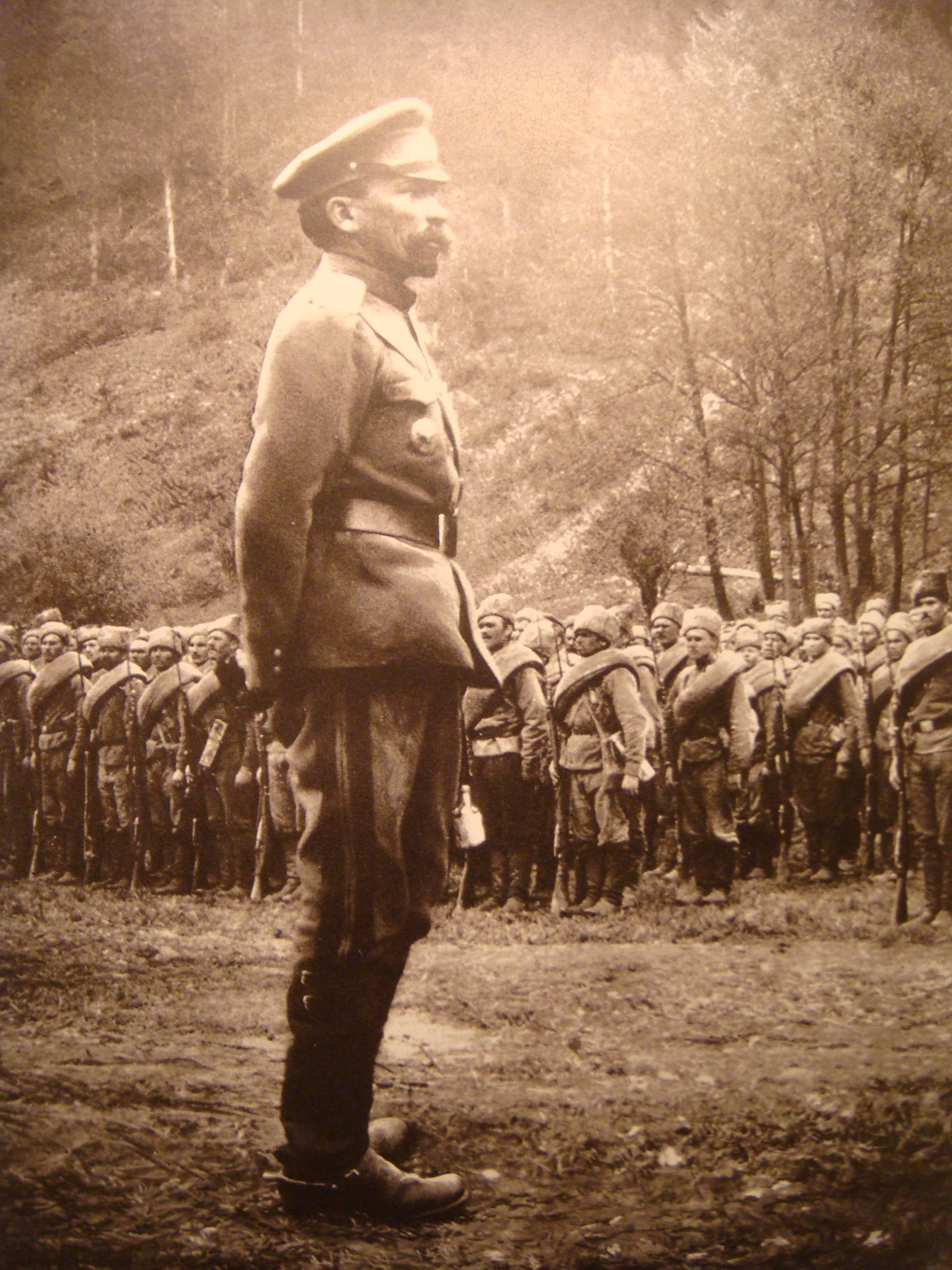
Kornyilov 1917-ben

Kornyilovot 1914-ben ismertem meg, amikor a 24. hadtest megérkezett a rám bízott hadsereg állományába. Kornyilov ekkor dandárparancsnok volt, de rögtön a harctevékenység kezdetén Curikov hadtestparancsnok előterjesztése alapján kineveztem a 48. gyaloghadosztály parancsnokává. Bátor ember volt, aki nyilvánvalóan elhatározta, hogy a háború folyamán nevet szerez magának. Mindig elöl volt, és ezzel megnyerte a katonák szívét, a katonák szerették. A katonák nem voltak tisztában cselekedeteivel, de mindig látták a tűzben, és becsülték bátorságáért.
Szerintem ez a kétségtelenül bátor ember nagymértékben felelős a katonák és a tisztek fölöslegesen kiontott véréért. Hebehurgyasága következtében értelmetlenül kergette halálba a katonákat, s miután teljesen értelmetlenül diktátorrá kiáltotta ki magát, csínyével rengeteg tiszt vesztét okozta. De meg kell mondanom, mindazt, amit tett, gondolkodás nélkül, a dolgokban el nem mélyülve tette. És ma, amikor rég halott, csak annyit mondhatok: »Béke poraira«, miként mindazokéra, akik hozzá hasonló lobbanékony képviselői voltak egykori Oroszországunknak. Szívből remélem, hogy a jövendő orosz emberei megszabadulnak az effajta szertelenségtől, még ha szertelenségüket a hazaszeretet vezérli is.

## Érdekesség
Az Ideiglenes Kormány 1917. március 7-én döntést hozott II. Miklós cár és a cárné letartóztatásáról, arról, hogy a családot Szentpétervár egyik elővárosába, Carszkoje Szelóba kell szállítani. Ezt a feladatot Lavr Kornyilov vállalta el.

„Március 8-án a Sándor-palota elé odagördült Kornyilov tábornok gépkocsija. „A harcias dárdahegy bajszú Lavr Kornyilov, a híres harcedzett tábornok” a cárnéval közölte letartóztatásukat.”

– Részlet Edvard Radzinszkíj: Az utolsó cár - II. Miklós élete és halála című könyvéből

## Képgaléria

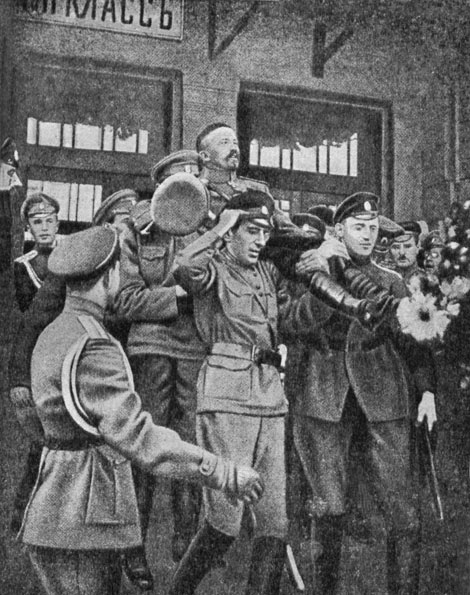
A sikerek csúcsán - tisztek ünneplik a tábornokot
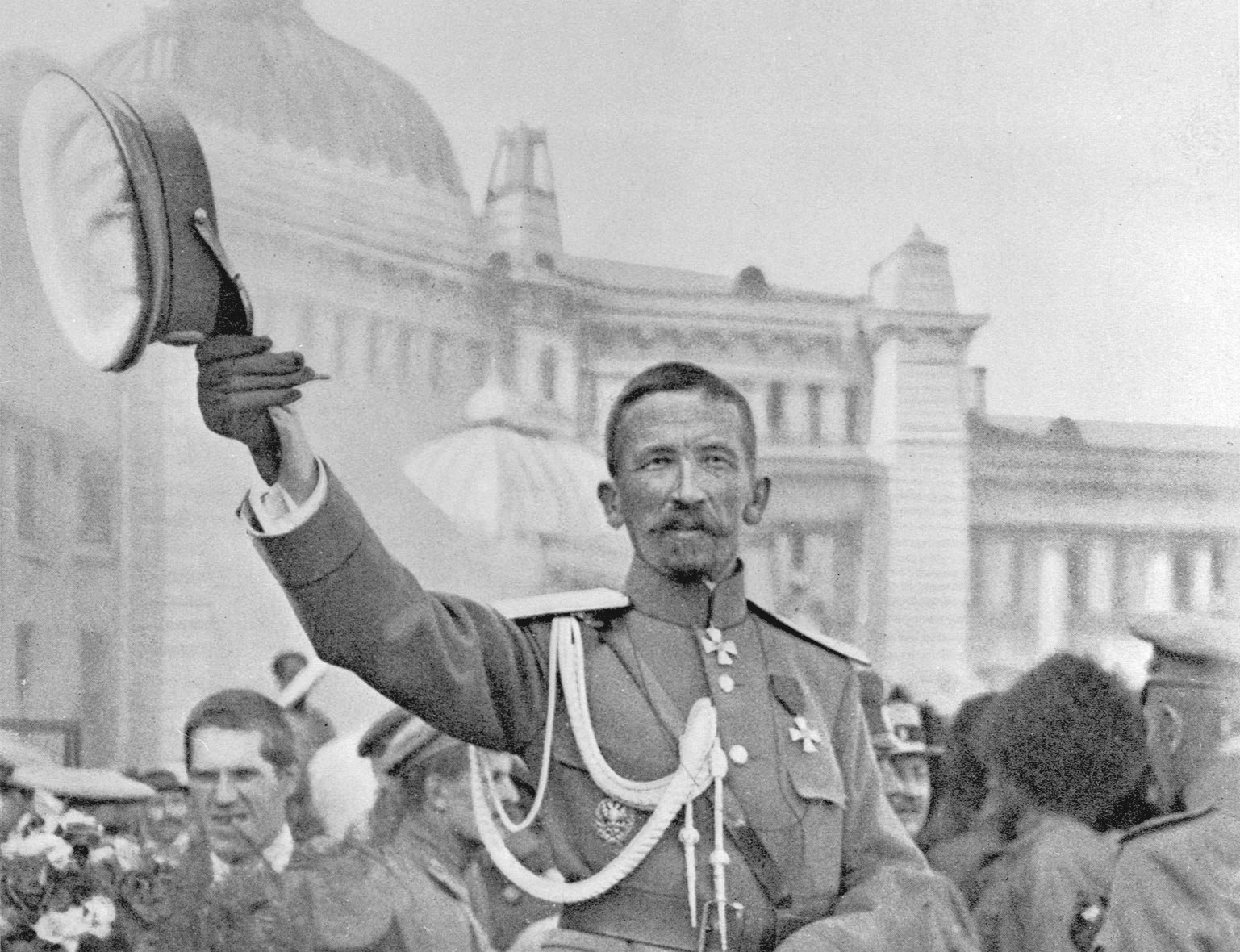
Moszkvában 1917-ben
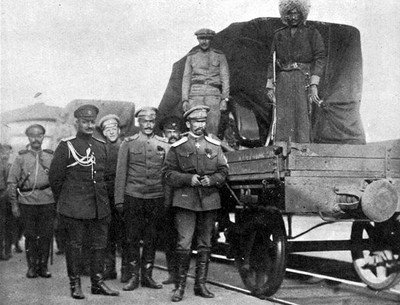
Az orosz hadsereg főparancsnokaként türkmén testőrei kíséretében (1917)
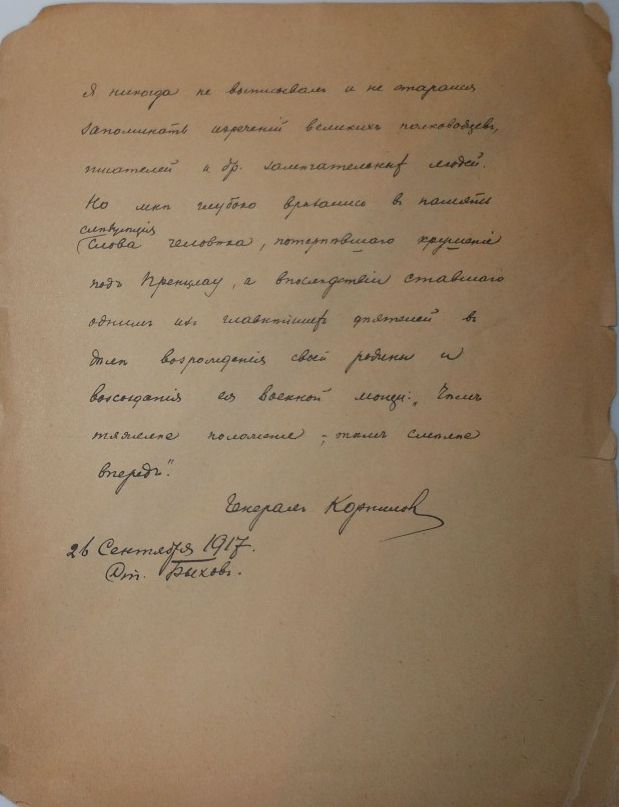
A tábornok aláírása a Bihovi-albumban
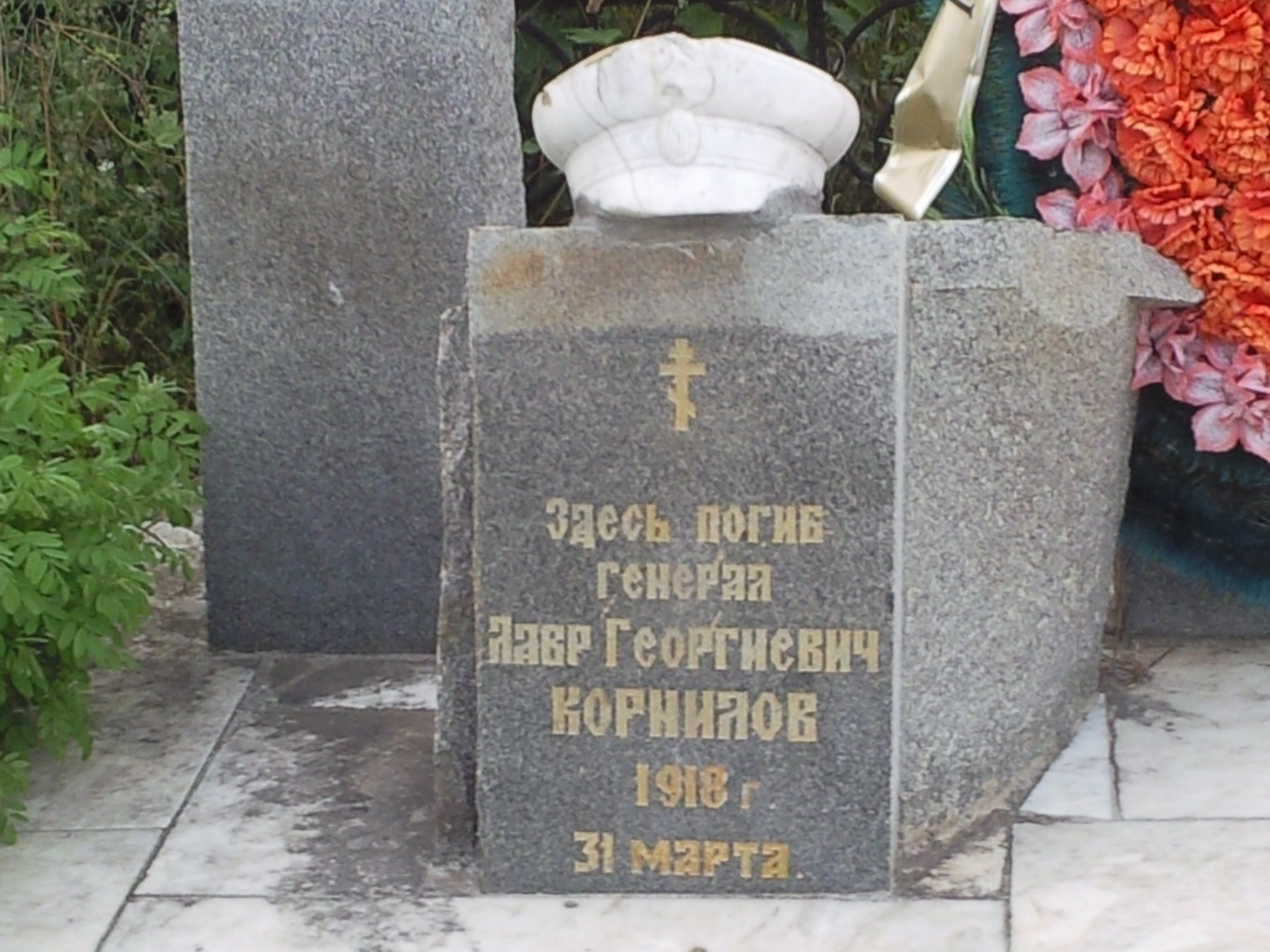
Kornyilov síremléke